# Oxyeleotris siamensis
Oxyeleotris siamensis is een straalvinnige vissensoort uit de familie van slaapgrondels (Eleotridae). De wetenschappelijke naam van de soort is voor het eerst geldig gepubliceerd in 1861 door Günther.